# The Destiny of Me
The Destiny of Me è un dramma di Larry Kramer incentrato sull'infanzia e la giovinezza di Ned Weeks, il protagonista di The Normal Heart. Il dramma, debuttato nell'Off Broadway nel 1992, ha vinto l'Obie Award alla migliore opera teatrale ed è stato candidato al Premio Pulitzer per la drammaturgia. Facevano parte del cast originale Jonathan Hadary (Ned), John Cameron Mitchell (Alexander), David Spielberg (Richard), Piper Laurie (Rena) e Peter Frechette (Ben).

## Trama
Ned Weeks, ricoverato in ospedale e prossimo alla morte a causa dell'AIDS, ripercorre con una serie di flashback la propria adolescenza difficile come ragazzo omosessuale in una famiglia di tradizione ebraica e con un padre violento e omofobo. Ned, che allora si chiamava ancora con il nome datogli dai genitori, Alexander, cresce avendo come unico punto di riferimento il fratello Benjamin, ma anche il ragazzo fatica a comprendere l'omosessualità del fratello minore e tutto ciò che gli riesce a consigliare è la psicoterapia. Soltanto sul letto di morte, Ned troverà la forza di perdonare i genitori e di lasciare andare il suo passato di sofferenza e rifiuti.